# Andrea Lisuzzo
Andrea Lisuzzo (Palermo, 26 gennaio 1981) è un allenatore di calcio ed ex calciatore italiano, di ruolo difensore.

## Biografia
Considerato uno dei leader della retroguardia novarese, è soprannominato dai tifosi Il Sindaco.
Era co-proprietario di un american bar chiamato "Be Four Café" (in onore del suo numero di maglia) situato nel centro di Novara.

## Caratteristiche tecniche
È un difensore centrale dal fisico roccioso, abile sia con i piedi che di testa e pericoloso sulle palle inattive.

## Carriera

### Dagli inizi al 2009
Cresce nelle giovanili del Don Orione, società di settore giovanile della sua città natale, per poi trasferirsi nel 1994 al Palermo con cui vincerà il campionato Berretti nel 2000-2001. Esordisce poi in prima squadra sotto la guida di Massimo Morgia e Giuliano Sonzogni. Nella sua carriera ha militato per molti anni tra Serie C2 e Serie C1, con le maglie del Foggia, Gela, Fano e Martina, dove è stato anche capitano. Nel 2007, sempre in Serie C1, firma un contratto che lo lega nuovamente al Foggia per due anni.

### Novara
Il 7 luglio 2009 viene acquistato dal Novara. Contribuisce alla scalata della squadra dalla Serie C1 alla Serie A nel giro di due stagioni, mettendo a segno quattro reti nel terzo livello ed una, la sua prima in Serie B, in occasione della partita di ritorno contro il Frosinone, vinta dai novaresi per 2-1.
Esordisce nella massima serie il 17 settembre 2011, in occasione della partita in trasferta contro il Cagliari, persa dai piemontesi per 2-1. Dopo tre gare disputate in Serie A, il giocatore è costretto a fermarsi a causa di una fascite plantare, di cui soffre dal giugno 2010. Il 4 novembre 2011 si sottopone a Madrid ad un intervento chirurgico, necessario per risolvere il problema al tallone destro, che lo tiene lontano dai campi per alcuni mesi. Ritorna in campo il 2 febbraio 2012, in occasione della partita casalinga della 21ª giornata di campionato persa per 2-1 contro il ChievoVerona. Gioca titolare per il resto della stagione concluso con la retrocessione, facendo registrare 21 presenze.
Il 1º agosto 2012 prolunga il suo contratto con il Novara fino al 30 giugno 2015.

### Spezia e Pisa
Il 10 luglio 2013 passa a titolo definitivo allo Spezia. Debutta in maglia bianconera nella prima partita utile, cioè il secondo turno di Coppa Italia vinta per 4-2 dopo i tempi supplementari sulla Pro Patria e disputata l'11 agosto 2013, giocando titolare e segnando un gol.
Il 30 luglio 2014 viene ingaggiato dal Pisa. Segna il primo gol con la squadra toscana il 1º aprile 2015, in occasione del match contro la Carrarese. Rimane con i nerazzurri toscani anche nella stagione successiva, al termine della quale festeggia la promozione in Serie B con il club pisano. Il 4 settembre 2016 segna il gol vittoria in Pisa-Novara (1-0).
Il 14 luglio 2018 annuncia il proprio ritiro dal calcio giocato, manifestando la volontà di prendere il patentino di allenatore per guidare le giovanili del Pisa.

## Statistiche

### Presenze e reti nei club
| Stagione        | Squadra         | Campionato      | Campionato | Campionato | Coppe nazionali | Coppe nazionali | Coppe nazionali | Coppe continentali | Coppe continentali | Coppe continentali | Altre coppe | Altre coppe | Altre coppe | Totale | Totale | Totale |
| Stagione        | Squadra         | Comp            | Pres       | Reti       | Comp            | Pres            | Reti            | Comp               | Pres               | Reti               | Comp        | Pres        | Reti        | Pres   | Reti   |        |
| --------------- | --------------- | --------------- | ---------- | ---------- | --------------- | --------------- | --------------- | ------------------ | ------------------ | ------------------ | ----------- | ----------- | ----------- | ------ | ------ | ------ |
| 1997-1998       | Palermo         | C1              | 0          | 0          | CI+CI-C         | 0               | 0               | -                  | -                  | -                  | -           | -           | -           | 0      | 0      |        |
| 1998-1999       | Palermo         | C1              | 5          | 0          | CI-C            | 0               | 0               | -                  | -                  | -                  | -           | -           | -           | 5      | 0      |        |
| 1999-2000       | Palermo         | C1              | 10         | 0          | CI              | 2               | 0               | -                  | -                  | -                  | -           | -           | -           | 12     | 0      |        |
| Totale Palermo  | Totale Palermo  | Totale Palermo  | 15         | 0          |                 | 2               | 0               |                    | -                  | -                  |             | -           | -           | 17     | 0      |        |
| 2000-gen. 2001  | Foggia          | C2              | 5          | 0          | CI-C            | 0               | 0               |                    | -                  | -                  |             | -           | -           | 5      | 0      |        |
| gen.-giu. 2001  | Gela            | C2              | 7          | 0          | -               | -               | -               | -                  | -                  | -                  | -           | -           | -           | 7      | 0      |        |
| 2001-2002       | Gela            | C2              | 31         | 2          | CI-C            | 0               | 0               | -                  | -                  | -                  | -           | -           | -           | 31     | 2      |        |
| 2002-2003       | Fano            | C2              | 23         | 2          | CI-C            | 0               | 0               | -                  | -                  | -                  | -           | -           | -           | 23     | 2      |        |
| 2003-2004       | Martina         | C1              | 26         | 0          | CI-C            | 0               | 0               | -                  | -                  | -                  | -           | -           | -           | 5      | 0      |        |
| 2004-2005       | Martina         | C1              | 33         | 2          | CI-C            | 0               | 0               | -                  | -                  | -                  | -           | -           | -           | 33     | 2      |        |
| 2005-2006       | Martina         | C1              | 22         | 2          | CI-C            | 1               | 0               | -                  | -                  | -                  | -           | -           | -           | 23     | 2      |        |
| 2006-2007       | Martina         | C1              | 29+2       | 1+1        | CI-C            | 0               | 0               | -                  | -                  | -                  | -           | -           | -           | 31     | 2      |        |
| Totale Martina  | Totale Martina  | Totale Martina  | 110+2      | 6          |                 | 1               | 0               |                    | -                  | -                  |             | -           | -           | 113    | 6      |        |
| 2007-2008       | Foggia          | C1              | 13         | 0          | CI              | 0               | 0               | -                  | -                  | -                  | -           | -           | -           | 13     | 0      |        |
| 2008-2009       | Foggia          | 1D              | 30+2       | 0          | CI+CI-LP        | 0               | 0               | -                  | -                  | -                  | -           | -           | -           | 32     | 0      |        |
| Totale Foggia   | Totale Foggia   | Totale Foggia   | 48+2       | 0          |                 | 0               | 0               |                    | -                  | -                  |             | -           | -           | 50     | 0      |        |
| 2009-2010       | Novara          | 1D              | 32         | 4          | CI+CI-LP        | 4+0             | 0               | -                  | -                  | -                  | SL-PD       | 2           | 0           | 38     | 4      |        |
| 2010-2011       | Novara          | B               | 29+4       | 1          | CI              | 1               | 0               | -                  | -                  | -                  | -           | -           | -           | 34     | 1      |        |
| 2011-2012       | Novara          | A               | 21         | 0          | CI              | 0               | 0               | -                  | -                  | -                  | -           | -           | -           | 21     | 0      |        |
| 2012-2013       | Novara          | B               | 31+2       | 0          | CI              | 2               | 0               | -                  | -                  | -                  | -           | -           | -           | 35     | 0      |        |
| Totale Novara   | Totale Novara   | Totale Novara   | 114+6      | 5          |                 | 7               | 0               |                    | -                  | -                  |             | 2           | 0           | 129    | 0      |        |
| 2013-2014       | Spezia          | B               | 38+1       | 2          | CI              | 4               | 1               | -                  | -                  | -                  | -           | -           | -           | 43     | 3      |        |
| 2014-2015       | Pisa            | LP              | 31         | 1          | CI+CI-LP        | 3+1             | 0               | -                  | -                  | -                  | -           | -           | -           | 35     | 1      |        |
| 2015-2016       | Pisa            | LP              | 18+5       | 0          | CI+CI-LP        | 2+1             | 0               | -                  | -                  | -                  | -           | -           | -           | 26     | 0      |        |
| 2016-2017       | Pisa            | B               | 28         | 2          | CI              | 3               | 0               | -                  | -                  | -                  | -           | -           | -           | 31     | 2      |        |
| 2017-2018       | Pisa            | C               | 30         | 1          | CI+CI-C         | 1+0             | 0               | -                  | -                  | -                  | -           | -           | -           | 31     | 1      |        |
| Totale Pisa     | Totale Pisa     | Totale Pisa     | 107+5      | 4          |                 | 11              | 0               |                    | -                  | -                  |             | -           | -           | 123    | 4      |        |
| Totale carriera | Totale carriera | Totale carriera | 509        | 21         |                 | 25              | 1               |                    | -                  | -                  |             | 2           | 0           | 537    | 22     |        |

## Palmarès

### Competizioni giovanili
- Campionato Berretti: 1

Palermo: 2000-2001

### Competizioni nazionali
- Lega Pro Prima Divisione: 1

Novara: 2009-2010
- Supercoppa di Lega di Prima Divisione: 1

Novara: 2010